# Blemmi

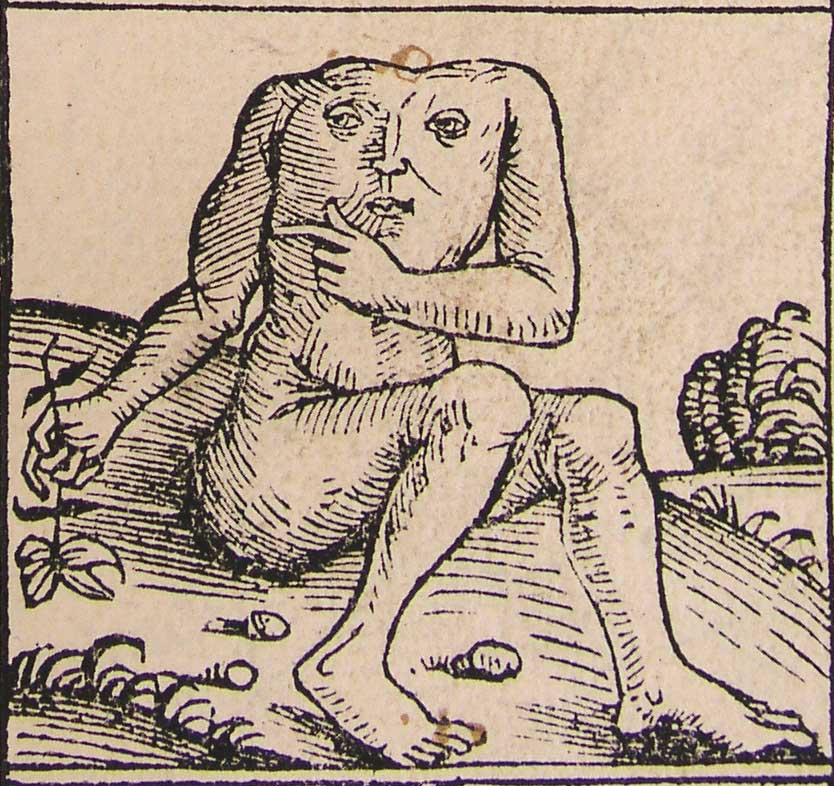
Raffigurazione di un blemma, dalle Cronache di Norimberga (1493)

I blemmi (in greco: Βλέμυες; in latino: Blemmyae) erano un'antica popolazione nomade della Nubia menzionata da alcune fonti storiche tardo-romane e bizantine. Altre fonti, greco-romane e soprattutto medioevali, ne forniscono invece una descrizione mitizzata; in questo secondo contesto, i blemmi sono un popolo mostruoso stanziato in un luogo imprecisato dell'Africa orientale: la Nubia, l'Etiopia, o più genericamente le terre a sud dell'Egitto.

## Popolo mostruoso

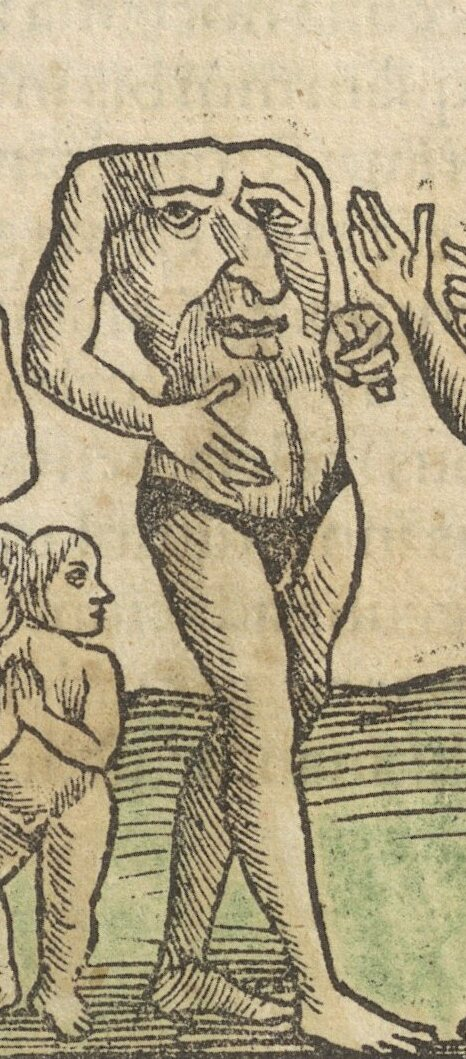
Un blemma. Incisione dal Cosmographia universalis del 1544 di Sebastian Münster.

I blemmi mostruosi sono descritti come degli esseri acefali, con gli occhi e la bocca posti sul ventre o sul torace. Così li riassume, ad esempio, Plinio il Vecchio (23-79) nella sua Naturalis historia: «Si dice che i Blemmi non abbiano il capo, e che abbiano la bocca e gli occhi nel petto».
Pomponio Mela nella sua Chorographia sostiene che i "Blemyae non hanno teste, ma hanno le facce sul petto".
Jehan de Mandeville verso il 1371 scriveva:
(Jehan de Mandeville, Mandeville's Travels)
Shakespeare fa accennare a Otello, rivolto a Desdemona, di certi uomini "le cui teste crescono sotto le spalle".
Anche nel canone pāli buddhista si trovano accenni ai Blemmi, sia nel Vinaya Piṭaka (iii, IV, 9.3) che nel Sutta Piṭaka (Majjhima Nikāya, III, 203). In questo caso è il discepolo Mogallana che narra al Buddha di una sua visione, in cui degli esseri rilasciati dagli inferni, già colpevoli di uccisioni, vagano in cerca di rifugio. Della lista che ne viene fatta, uno viene descritto come "tassa ure akkhīni ceva honti mukhañca", privo di testa "con occhi e bocca sul tronco". Il Buddha lo chiama Hārika e lo identifica come un ex boia di Rajgir.

## Popolazione storica
Procopio di Cesarea (500-565), storico bizantino del VI secolo, cita i blemmi nel primo libro della sua opera in otto volumi sulle campagne militari di Giustiniano I contro i sasanidi in Persia, i vandali in Numidia e gli ostrogoti in Italia.
(Procopio di Cesarea, Sulle guerre (De Bello Persico), I, 19.)
Secondo Procopio, i blemmi abitavano la Nubia assieme ai nobati, e, come questi ultimi, adoravano le stesse divinità dei greci, oltre ad Iside e Osiride. Il loro territorio era delimitato ad ovest dal Nilo e ad est dal Mar Rosso, e si estendeva, da nord a sud, da Copto nell'Alto Egitto alla città di Axum, in Etiopia.
Una fonte latina del IV secolo, la Historia Augusta, elenca i blemmi fra i popoli che onorarono il trionfo di Aureliano nell'anno 274. Nel III secolo, infatti, sia i blemmi che i nobati erano entrati in conflitto più volte con l'impero romano. I nobati, tuttavia, dopo aver subito una dura repressione da parte dall'imperatore Diocleziano nel 298, erano divenuti alleati dei romani (foederati) in Dodecascheno proprio contro i blemmi, anche se i governatori romani d'Egitto pagavano comunque ai nobati un tributo annuale in oro per prevenire possibili incursioni nel proprio territorio. I blemmi continuarono a rappresentare una minaccia per l'impero anche nel secolo successivo, come testimonia un'iscrizione in demotico del 373 che ricorda una loro incursione nell'oasi di Kharga, nel deserto libico-nubiano.
La loro localizzazione e il loro stile di vita hanno indotto alcuni storici contemporanei ad avanzare l'ipotesi che i blemmi fossero gli antenati dei begi, un gruppo etnico del Corno d'Africa.

## Influsso culturale
I Blemmi mostruosi sono menzionati in alcune opere di narrativa contemporanea: ad esempio, nel romanzo del 1919 di Pierre Benoît L'Atlantide: «...del resto sarei curioso - riprese con un'allegria un po' forzata - di entrare in contatto con questi geni e di verificare le informazioni di Pomponio Mela, che li ha conosciuti e li colloca effettivamente nelle montagne dei Tuareg. Lui li chiama Egipani, Blemmi, Ganfasanti, Satiri...» e nella voce I nesnas del Manuale di zoologia fantastica di Jorge Luis Borges e Margarita Guerrero del 1957, dove sono descritti come essere «[...] capaci di linguaggio articolato; alcuni hanno la faccia nel petto come le blemmie, e cosa simile a quella della pecora.»
I Blemmi sono citati, insieme agli Sciapodi e a molti altri esseri fantastici dei bestiari medioevali, nel romanzo Baudolino di Umberto Eco, che li colloca nel mitico regno del Prete Gianni; li cita, inoltre, Valerio Massimo Manfredi nel suo romanzo La torre della solitudine. Andrea Frediani li inserisce come nemici del giovane Costantino nei primi capitoli de Roma Caput Mundi: L'ultimo Pretoriano.
La fisionomia di un blemmo sembra poter esser stata inoltre la fonte d'ispirazione per il Pokémon Hitmonlee, la cui somiglianza con le raffigurazioni classiche è molto evidente.
Inoltre i Blemmi sono delle figure ricorrenti nelle numerose copertine e grafiche di vari artisti di genere tänzelcore, kellersynth e dungeonsynth, come Hexenmeister.